# 2014 KS101
2014 KS101 est un objet transneptunien du groupe des plutinos.

## Caractéristiques
2014 KS101 mesure environ 210 km de diamètre.